# دبلیودبلیوئی اور د لیمیت
اوٍرد د لیمیت (به انگلیسی: OVER THE LIMIT)، یک رویداد غیر رایگان (Pay-Per-View) در کشتی حرفه‌ای می‌باشد که توسط کمپانی دبلیو دبلیو ای تهیه می‌شود. این پی پر ویو اولین بار در تاریخ دبلیو دبلیو ای در سال ۲۰۱۲ برگزار شد و جایگزین پی پر ویو روز قضاوت که تا سال ۲۰۰۹ برگزار می‌شد، گردید. پی پر ویو از حد گذشته بعد از اکستریم رولز و قبل از پی پر ویو مانی این د بنک برگزار می‌شود.

## توضیحات
در این پی پر ویو مسابقات زیادی برگزار می‌شود که هر کدام نوع متفاوتی با بقیه دارد. برخلاف سایر پی پر ویوها که بیش تر مسابقات مخصوصاً در سال ۲۰۱۲ که در مینی اونت شب ان پی پر ویو مسابrه بتل رویال ۲۰ نفرهٔ آورد د لیمیت بتل رویال برگزار شد.

## خصوصیات
1. این پی پر ویو بین رکورد ۴۳۴ روزهٔ سی ام پانک بود.
2. در این پی پر ویو سی ام پانک با شکست دنیل برایان باعث به هم خوردن رابطهٔ این دو شد.
3. جان سینا در آستانه پیروزی در مقابل جان لوریانس با دخالت بیگ شو شکست خورد. (اغار استوری جان سینا و بیگ شو تا سامراسلم).
4. سالن این پی پر ویو در هر سه دوره یک شکل بود.
5. آورد د لیمیت یک از اندک پی پر ویوهای دابلیو دابلیو ای است که در ان سر تمام کمربندها مسابقات مهمی برگزار شده بود.